# Óscar Pereiro
Óscar Pereiro Sio, född 3 augusti 1977 i Mos, Galicien, är en spansk före detta professionell tävlingscyklist. Spanjoren är mest känd för att ha blivit utsedd till segrare av Tour de France 2006 efter Floyd Landis positiva dopningsprov.

## Karriär
Óscar Pereiro vann U23-världsmästerskapen i cykelcross 1998. Året därpå försvarade han titeln, men trots det var inga spanska landsvägsstall intresserade av att kontraktera den galiciska cyklisten 2000. I stället tillbringade Pereiro två år i det portugisiska stallet Porta da Ravezza och på slutet av den tiden började han fundera på att hänga upp cykeln. I stället ringde Phonak Hearing Systems lagledare Alvaro Pino, även han från Galicien, och meddelade att det schweiziska stallet gärna ville ha med Pereiro i sin laguppställning året därpå. 
Efter tre månader med det nya stallet vann Pereiro en etapp på Semana Catalana, och samma år slutade han elva på Giro d'Italia. Under säsongen 2003 vann han en etapp på Schweiz runt och slutade trea sammanlagt i tävlingen. Han slutade också tia i Tour de France 2004 och 2005. På 2005 års Tour de France vann han också en etapp till Pau och blev utsedd till hela tävlingens mest offensiva cyklist.
Pereiro slutade tvåa i Tour de France 2006. Men efter det att segraren Floyd Landis testats positivt för dopning så blev Pereiro, i september 2007, utsedd till ny segrare av 2006 års upplaga av Tour de France. Innan tävlingen startat 2006 kastades de två stora favoriterna Ivan Basso och Jan Ullrich ut från tävlingen efter att ha blivit utpekade i dopningshärvan Operacion Puerto. I Tour de France 2006 tog Pereiro över den gula ledartröjan efter en lång utbrytning på den 13:e etappen. Den då ledande Floyd Landis stall Phonak Hearing Systems gav bort 30 minuter till Pereiro som då låg 29 minuter efter. Landis räknade med att Pereiro ändå skulle tappa ledningen i de tuffa alp-etapperna och han ville inte att hans lag skulle bära ansvaret att begränsa avståndet till utbrytargrupper. Pereiro försvarade sig dock oväntat bra på de tuffa bergsetapperna och blev av med den gula ledartröjan först på den näst sista etappen, ett tempolopp.
Det dröjde dock innan segern kunde ges till Pereiro då spanjoren hade lämnat två positiva dopningsprover för salbutamol, ett ämne som bland annat finns i astmamedicin, under Tour de France 2006. Pereiro, som har rätt att använda astmamedicinen, hade missat att visa upp de papper som intygar att han får använda sig av medicinen och därmed uppstod vissa problem, som sedan löste sig.
Under säsongen 2007 slutade Pereiro tvåa på etapp 7 av Critérium du Dauphiné Libéré efter Aleksandr Vinokurov. Under Tour de France samma år slutade han på 10:e plats. Ett år senare, på Tour de France 2008, ramlade han över skyddsräcket när han missbedömde en serpentinsväng under etapp 15. Han landade på vägen nedanför och var tvungen att avsluta loppet. Han bröt bara en arm, men det rapporterades också tidigt om ett brutet skulderblad och ett lårbensbrott.
| ”               | Jag föll över barriären... och kunde liksom se mig själv från ovan. Jag såg hur jag föll i luften och föreställde mig hur jag skulle slå i huvudet" | „ |
| – Óscar Pereiro | |   |

### 2009
Pereiro återkom till cykelsporten först i januari 2009 när han körde Tour Down Under i Australien. Han slutade på fjärde plats på etapp 5 av Circuit Cycliste de la Sarthe. I juli var han en av Caisse d'Epargnes kaptener under 2009 års upplaga av Tour de France, men han valde att lämna tävlingen under etapp 8 då han inte hade rätt känsla för att delta och för att han var orolig för att krascha och göra sig illa igen.
Pereiro började fundera på att avsluta sin karriär men skrev på ett kontrakt med Astana Team inför säsongen 2010. Han hade också fått en förfrågan från Quick Step. När Pereiro hade skrivit på kontraktet började nya problem uppdaga sig. Astana Team ville inte längre betala den lön som de hade kommit överens om.
| ”               | De berättade att de hade varit för snabba att kontraktera mig med den lönen. Jag sa till dem att jag förstod men jag ville inte sänka min lön med tanke på att jag tävlade i ett främmande land och med en helt ny [lag]uppsättning. Min lön skulle vara tre eller fyra gånger lägre än vad jag tjänade i Caisse d'Epargne. | „ |
| – Óscar Pereiro | |   |

Med anledning av att han redan hade skrivit på ett kontrakt kunde cyklisten inte bli kontrakterad av ett annat stall. Pereiro blev slutligen kontrakterad av Astana Team och hans karriär kunde fortsätta.

## Meriter
- 2008 Tour de France Avslutade inte loppet
- 2007 Tour de France 10:a (+14' 25")
- 2006 Tour de France 2:a (+00' 57"), utsedd till vinnare efter Floyd Landis positiva dopningsprov.
- 2005 Tour de France 10:a (+16' 04")
- 2004 Tour de France 10:a (+22' 54")

## Stall
- Porta da Ravessa 2000–2001
- Phonak Hearing Systems 2002–2005
- Caisse d'Epargne-Illes Balears 2006–2009
- Astana Team 2010